# Аргенбюль
Аргенбюль (нем. Argenbühl) — община в Германии, в земле Баден-Вюртемберг.
Подчиняется административному округу Тюбинген. Входит в состав района Равенсбург.  Население составляет 6046 человек (на 31 декабря 2010 года). Занимает площадь 76,37 км².

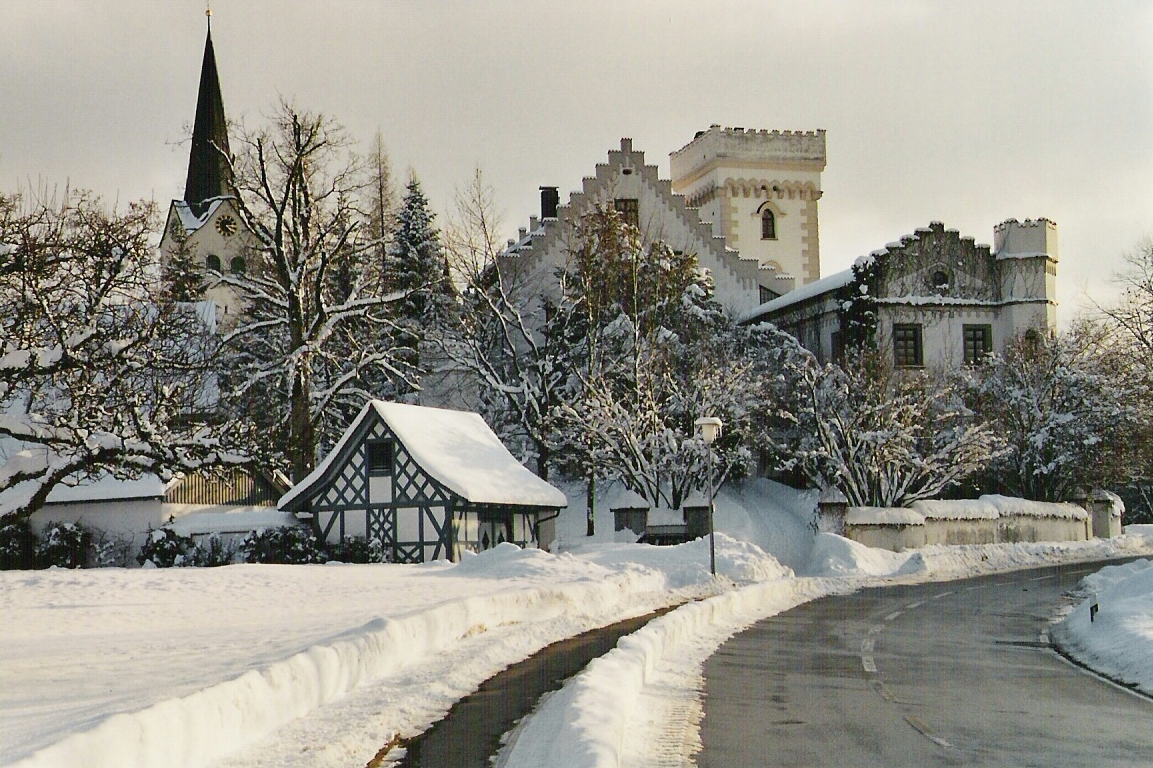
Аргенбюль